# Haluk Tezonar
Haluk Tezonar (* 1942 in Çorlu; † 31. Dezember 1995) war ein türkischer Bildhauer.

## Werk und Leben
Tezoner studierte Keramik an der Hochschule Istanbul Devlet Tatbiki Yüksek Okulu. Dort ließ er sich in seiner Kunst vom Skulptor Hakkı Karayiğitoğlu beeinflussen. 1965 machte er dort seinen Abschluss und wurde Assistent in derselben Hochschule. Später arbeitete er als Lektor an der Akademie der Schönen Künste an der Marmara-Universität.
Zum 150. Todestag Ludwig van Beethovens am 22. Mai 1977 nahm Tezonar an der Beethoven-Woche in Bonn teil und stellte in diesem Zusammenhang 20 von ihm gefertigte Reliefs und Büsten Beethovens dort aus.
Tezonar zählt in der Türkei zu den Bildhauern, die die meisten Atatürk -Statuen geschaffen haben.
Der Bildhauer war ein Freimaurer und Mitglied der Großloge der Freien und Angenommenen Maurer der Türkei.

## Ausgewählte Statuen
- Kriegerdenkmal für die Gefallenen des Türkischen Befreiungskriegs  auf dem Soldatenfriedhof Dumlupınar
- Gefallener Vater mit Sohn (Kriegerdenkmal) in Dumlupınar
- Atatürk-Statue auf Platz der Republik in Yalova
- Atatürk-Statue auf dem Platz der Republik in Kayseri
- Die Gefallenen von Sakarya in Polatlı in der Provinz Ankara
- Die Cezayirli-Hasan-Paşa-Statue vor der Burg in Çeşme